# Dominic Miller
Dominic Miller (Buenos Aires, 21 marzo 1960) è un musicista e chitarrista argentino naturalizzato britannico.

## Biografia
Miller è nato in Argentina, da padre statunitense e madre irlandese. È diventato cittadino britannico dopo aver vissuto negli USA e in Francia.
Nell'arco della sua carriera ha collaborato con artisti di primo piano come Phil Collins, Peter Gabriel, Ronan Keating, Tina Turner, Katie Melua, Beverley Craven, Paul Young, Ritchie, Mango, Jimmy Nail, Richard Wright e soprattutto Sting.
La sua prima esperienza musicale di un certo livello è avvenuta nel 1989, nell'album ...But Seriously di Phil Collins, al quale ha fatto seguito quella con Sting in The Soul Cages del 1991. Da qui è iniziata una collaborazione pluriennale con l'ex bassista dei Police.
La sua produzione solistica ha avuto inizio nel 1995 con First Touch, proseguendo poi con Second Nature del 1999 e Nel Dawn (insieme a Neil Stacey) del 2002. Dello stesso periodo è anche Shapes, che contiene brani di matrice classica, come l'Adagio di Albinoni e il Chiaro di Luna di Beethoven. Nel 2004 è uscito Third World e nel 2006 Fourth Wall. Il penultimo lavoro discografico in ordine di tempo, il primo pubblicato dalla ECM, è l'album dal titolo Silent Light del 2017, in cui il chitarrista suona 10 tracce inedite e interpreta  Fields of Gold di Sting, a cui è seguito il secondo ECM, l'album Absinthe, registrato con la collaborazione di Santiago Arias al bandoneón.

## Vita privata
Ha due figli, Rufus e Pablo, anche loro musicisti.

## Discografia parziale

### Album
- 1995 - First Touch
- 1999 - Second Nature
- 2002 - New Dawn
- 2003 - Shapes
- 2004 - Third World
- 2006 - Fourth Wall
- 2009 - In A Dream (con Peter Kater)
- 2010 - November
- 2012 - 5th House
- 2014 - Ad hoc
- 2017 - Silent Light
- 2019 - Absinthe

## Filmografia

### Cinema
- Wild West, regia di David Attwood (1992)